# Бука и бес
Бука и бес (енгл. The Sound and the Fury) је роман америчког писца Вилијема Фокнера, познат по употреби литерарног метода тока свести који је први пут виђен код европских писаца као што су Џејмс Џојс и Вирџинија Вулф. Књига је објављена 1929. године као Фокнеров четврти роман, али постаје популарна 1931. године после успеха Фокнерове приповетке Светилиште. После повољне оцене критичара, роман постаје један од класика америчке књижевности и редовна лектира на универзитетима широм САД.
Основна тема романа је пропаст јужњачке породице Компсон виђена из неколико углова и приповедача, од којих је најубедљивији Бенџамин, ментално ретардирани члан породице чији ток свести је тешко пратити, али по коме је роман углавном и постао познат. Име романа узето је из Шекспировог Магбета, као метафора живота.
Роман је на српски 1961. године превео Божидар Марковић.